# Jenny Is a Good Thing
Jenny Is a Good Thing är en amerikansk kortfilmsdokumentär från 1969 om barnfattigdom i regi av Joan Horvath. Filmen nominerades till en Oscar för bästa kortfilmsdokumentär.